# 台灣蝴蝶通道
每年紫斑蝶（每分鐘500~2000隻）遷徙北返，於清明節前後時段，飛越國道三號林內段，國道高速公路因應紫斑碟的遷徙，可能採取車道封閉措施。
並架設高網，提昇蝶群飛行高度。涵洞下方，設置紫外線燈吸引蝶群由下通過。
甚至必要時封閉外側車道，避免蝶群遭車輛撞擊。